# 雨引駅
雨引駅（あまびきえき）は、茨城県真壁郡大和村（現・桜川市）本木にあった、筑波鉄道筑波線の駅（廃駅）である。筑波線の廃線に伴い1987年（昭和62年）に廃止された。

## 歴史
- 1918年（大正7年）
  - 4月7日：筑波鉄道 (初代)の駅として開業。ただし車両不足のため当駅を含む筑波 - 岩瀬間は休止状態だった[2]。
  - 9月7日：当駅を含む真壁 - 岩瀬間が営業開始[4]。なお当時、同区間の途中駅は当駅のみであった。
- 1945年（昭和20年）3月20日：会社合併に伴い、常総筑波鉄道筑波線の駅となる。
- 1965年（昭和40年）6月1日：会社合併に伴い、関東鉄道の駅となる[5]。
- 1970年（昭和45年）11月：駅業務を委託化[1]。
- 1979年（昭和54年）4月1日：事業譲渡に伴い、筑波鉄道の駅となる[5]。
- 1987年（昭和62年）4月1日：廃止。

## 駅構造
相対式ホーム2面2線を持つ地上駅であった。駅本屋は東側の上りホーム（土浦方面）上にあった。かつては石材積み出しを主とする貨物の取り扱いもあったため、駅本屋南側に貨物側線と専用ホームがあった。

## 駅周辺
- 大和村役場（現・桜川市大和庁舎）
- 桜川市立雨引小学校
- 雨引郵便局
- 雨引観音（楽法寺）
- 茨城県道343号木崎雨引線
- 茨城県道41号つくば益子線
- 茨城県道152号雨引観音線

## 現状
駅舎は廃止後に撤去され、2008年（平成20年）現在はホームのみが残っている。旧ホームには自転車道のつくば霞ヶ浦りんりんロードの休憩所が設置されている。他の多くの駅と同様にホーム脇の桜がランドマークとなっている。

## 隣の駅
筑波鉄道
筑波線
東飯田駅 - 雨引駅 - 岩瀬駅

## 関連事項
- 日本の鉄道駅一覧
- 廃駅
- 茨城県道501号桜川土浦自転車道線
- 茨城急行自動車 - 下館駅との間（谷貝経由）で路線バスを運行していた。1980年代初頭までに廃止。